# Tales of Old Japan
Tales of Old Japan (1871) ist eine Sammlung von Kurzgeschichten, zusammengestellt von Algernon Bertram Freeman-Mitford, Lord Redesdale, der unter dem bekannteren Namen A. B. Mitford schrieb. Die Geschichten behandeln verschiedene Aspekte des japanischen Lebens vor der Meiji-Restauration. Das 1871 geschriebene Buch bietet eine Einführung in die japanische Literatur und Kultur, einerseits durch die aus japanischen Quellen stammenden Erzählungen, und andererseits durch begleitende Anmerkungen Mitfords. Ebenfalls enthalten sind seine Augenzeugenberichte über eine Auswahl japanischer Bräuche, die von Harakiri und Heirat bis hin zu einer Sammlung von Predigten reichen.

## Inhaltsangabe
- 47 Rōnin
- Die Liebeleien von Gompachi und Komurasaki
- Kazuma's Rache
- Eine Erzählung über die Otokodate von Yedo
- Die wunderbaren Abenteuer von Funakoshi Jiuyemon
- Das Eta-Mädchen und die Hatamoto
- Märchen
  - Shita-kiri Suzume
  - Der gelungene und glücksbringende Teekessel
  - Kachi-kachi Yama
  - Hanasaka Jiisan
  - Saru Kani Gassen
  - Momotarō
  - Kitsune no yomeiri
  - Die Geschichte von Sakata Kintoki
  - Die Elfen und der neidische Nachbar
- Der Geist von Sakura
- Wie Tajima Shume von einem selbst erschaffenen Dämon gequält wurde
- Über den Aberglauben
  - Bakeneko von Nabeshima
  - Die Geschichte der treuen Katze
  - Wie ein Mann verhext wurde und von Füchsen den Kopf geschoren bekam
  - Die dankbaren Füchse
  - Das Geld des Dachses
  - Der Prinz und der Dachs
- Japanische Predigten
  - Die Predigten von Kiu-O, Bd. 1. Predigt 1
  - Die Predigten von Kiu-O, Bd. 1. Predigt 2
  - Die Predigten von Kiu-O, Bd. 1. Predigt 3
- Anhänge
  - Ein Bericht über das Hari-Kiri (sic!)
  - Die Hochzeitszeremonie
  - Die Geburt und Erziehung von Kindern
  - Bestattungsriten

## Referenzen
- Algernon Bertram Freeman-Mitford Redesdale: Tales of old Japan. Macmillan, London 1903 (archive.org [abgerufen am 4. September 2022]).
- Timon Screech: Secret Memoirs of the Shoguns: Isaac Titsingh and Japan, 1779–1812. RoutledgeCurzon, London 2006, ISBN 0-7007-1720-X.
- Tales of Old Japan. Project Gutenberg, Internet Archive and Google Books